# Campionati europei di duathlon del 1993
I Campionati europei di duathlon del 1993 (IV edizione assoluta) si sono tenuti a Königslutter in Germania.
La gara maschile è stata vinta dallo svizzero Urs Dellsperger. Quella femminile è stata vinta dall'olandese Irma Heeren.

## Risultati

### Élite uomini
| Pos. | Pos.            | Paese     | Totale   |
| ---- | --------------- | --------- | -------- |
|      | Urs Dellsperger | Svizzera  | 02:44:26 |
|      | Ralf Eggert     | Germania  | 02:45:24 |
|      | Miloš Fox       | Rep. Ceca | 02:47:41 |

### Élite donne
| Pos. | Pos.             | Paese       | Totale   |
| ---- | ---------------- | ----------- | -------- |
|      | Irma Heeren      | Paesi Bassi | 03:03:41 |
|      | Natascha Badmann | Svizzera    | 03:08:06 |
|      | Melissa Watson   | Regno Unito | 03:10:33 |